# Craspedoxanthitea indistincta
Craspedoxanthitea indistincta är en tvåvingeart som först beskrevs av de Meijere 1913.  Craspedoxanthitea indistincta ingår i släktet Craspedoxanthitea och familjen borrflugor. Inga underarter finns listade i Catalogue of Life.